# エルフェルト＝ヴァレンタイン
エルフェルト＝ヴァレンタイン (ELPHELT=VALENTINE) は、2D対戦型格闘ゲームGUILTY GEARシリーズに登場する架空の人物。
担当声優は洲崎綾。

## 概要
- ラムレザル＝ヴァレンタインの妹であり、ヴァレンタインシリーズの一人。略称は「エル」。
- アーケードモードや対戦時のネームプレートでは「エルフェルト」と表示されているなど、ラムレザル同様「ヴァレンタイン」の姓がオミットされることがある。
- ピンクのショートカットヘアーに、ウェディングドレスをモチーフにしたコスチュームを纏っている。『XrdR』ではストーリーの関係上全体的なカラーがモノトーン調に変化しており、トゲ状の首輪も着用している[1]。マッチラウンド以外のK.O.セリフによると、ドレスは自前の所有物ではない。
- 感情を持たないはずのヴァレンタインシリーズの中では異例の存在で、例外的に明るい感情を持って生まれている。性格はラムレザルとは対照的に心優しく孤独を嫌っており、理想の女性像を目指して女子力を磨こうと努力している。
- 『Xrd』においてエルフェルトが勝利すると、胸元から婚姻届を出してサインを求める（相手が女性キャラクターの場合は結婚候補の男性の紹介やお見合いのセッティングを求めてくる）ほか、理想の結婚後のイメージを長々と語っており、その後の勝利固有メッセージでは「○○さんが旦那様なら～」と、キャラクターによってはテキストが何行もなるほど長いセリフでそれぞれの対戦相手との結婚生活のイメージを語っている（ベッドマンを除く）。ただしヴェノムには求婚を断られている。
- 「お母さん」と呼ばれる存在から「誰も愛してはならない」という命令を受けており、恋愛をしたいが、相手を愛する事ができないというジレンマを抱えている。

## ストーリー
GUILTY GEAR Xrd -SIGN-（ストーリーモード）
ラムレザルによる一連の騒動を阻止するため、連王であるカイの命により拘束を解除され、ラムレザルの道連れになりかけたソルを救った。その後、シンと共にラムレザルと接する日々を送り、ラムレザルに感情をもたらす変化を与えた。しかし、元老院によるジャスティス襲撃事件の対応の最中、ヴァレンタインとしての本来の目的（現人類の殲滅）に目覚めてしまう。カイ達を襲うが、ソルの説得によって元の明るい人格を取り戻し、ジャスティスと共にいずこかへ消える。
『XrdR』では"慈悲なき啓示"によってジャスティスとの融合を促されるが、頑なに拒否し続け、ソル達の助けを待っていた。

## ゲーム中での性能
- FPSなどのシューティングゲームを髣髴させる、銃器や爆発物を使う必殺技が特徴。
- キャラクターのシルエットはラムレザルに似ている部分があるが、モーションならびアクションは ほぼ全て別物である。
- 必殺技で使う銃は、遠距離用のライフル（Missコンフィール）と近距離用のショットガン（Missトラヴァイエ）の2丁[2]。
- 銃は一発毎にリロードが必要で、ライフルは照準を一定時間動かさないと性能が向上する、ショットガンは距離が近いほど威力が上がるなど、シューティングゲームを彷彿とさせる仕様を持つ。
- 必殺技は個性的な性能ではあるが、使いどころが分かり易く難度の高い操作も少ない為、技の使い分けを覚えてしまえば距離を問わない攻め能力を発揮出来るものの、無敵技や対空技に乏しい一面を持つ為、守りにはプレイヤーの工夫が求められる。

## 技の解説

### 必殺技
ベリーパイン
イチゴ型手榴弾のピンを抜く。技の発動から3秒のカウントダウンが表示され、カウントが0になっても所持していた場合は自爆となってしまうので注意。ピンを抜いてからは「上投げ」か「下投げ」で手榴弾を前方に投げる事が可能で、爆発前の手榴弾にも攻撃判定がある（ダメージはない）ので牽制しやすい。また地面に落ちる前の手榴弾は銃器を用いた攻撃で強制起爆することも出来る。
上投げ
オーバースローで手榴弾を投擲する。空中でも発動可能。山なりの軌道を描いて遠くまで飛んでいくので、空中・遠距離の敵への牽制に優れる。
下投げ
アンダースローで手榴弾を投擲する。低い軌道を描いて短い距離を飛んで転がるので、ダウンさせた敵への起き攻めで重宝する。
ブライダルエクスプレス
Missコンフィールを構える
射撃
リロード
解除
Missトラヴァイエを構える
小突く
転がる
突き上げる
射撃
リロード
崩す
解除

### 覚醒必殺技
ジャッジベターハーフ
ケーキ入刀用のナイフで切り上げながら高く跳び上がる多段ヒット技。1ヒット目が命中した場合は地面から巨大なウェディングケーキがせり上がり、頂上に取り残された対戦相手ごと一刀両断するという専用演出に移行。2ヒット目以降全てが命中した場合よりもその威力は高い。
ジェノワーズ
巨大なバズーカ砲を担いで、命中と同時に爆風が多段ヒットする砲弾を正面に発射する。

### 一撃必殺技
マグナムウェディング
遠距離立ちSと同じモーションの攻撃がヒットすると演出に移行。胸の谷間から取り出したライフル弾を、薔薇から変化したMissコンフィールに装填して発射。胸に命中した対戦相手はわずかにうなだれたのち、性別を問わず目をハートにしてエルフェルトにメロメロになった挙句倒れ伏すという非常にコミカルな一撃必殺技。
既婚者であるカイですら屈せずとも惑わせるほどの強制力があるようだが、ザトー＝ONEやディズィーといった一部のキャラクターは（リアクションこそ同じだが）おちょくるような・あるいは毅然とした態度で拒絶という、他のキャラクターとは異なる反応を見せる。

## ステージ
- Central Organ Tower

## テーマミュージック
- Marionette - ギターを中心とした演奏で少しずつアップテンポになるのが特徴。ラムレザルのテーマに似た曲調となっている。